# 390

## Nașteri
- dată necunoscută: Papa Leon I cel Mare  (d. 461)
- dată necunoscută: Papa Sixt al III-lea  (d. 440)
- dată necunoscută: Flavius Aetius  (d. 454)
- dată necunoscută: Dioscor I de Alexandria patriarh al Alexandriei (d. 454)
- dată necunoscută: Proclu al Constantinopolului  (d. 446)

## Decese
- Aurelius Victor, om de stat și istoric al Imperiului Roman (n. 320)